# Liste der größten Unternehmen in Taiwan
Die Liste der größten Unternehmen in Taiwan enthält die vom Forbes Magazine in der Liste Forbes Global 2000 veröffentlichten größten börsennotierten Unternehmen in Taiwan.
Die Rangfolge der jährlich erscheinenden Liste der 2000 größten börsennotierten Unternehmen der Welt errechnet sich aus einer Kombination von Umsatz, Nettogewinn, Aktiva und Marktwert. Dabei wurden die Platzierungen der Unternehmen in den gleich gewichteten Kategorien zu einem Rang zusammengezählt. In der Tabelle aufgeführt sind auch der Hauptsitz und die Branche. Die Zahlen sind in Milliarden US-Dollar angegeben und beziehen sich auf das Geschäftsjahr 2016, für den Marktwert auf den Börsenkurs vom Anfang 2017.
| Rang | Rang Forbes 2000 | Name                                | Hauptsitz | Umsatz (Mrd. $) | Gewinn (Mrd. $) | Aktiva (Mrd. $) | Marktwert (Mrd. $) | Branche             |
| ---- | ---------------- | ----------------------------------- | --------- | --------------- | --------------- | --------------- | ------------------ | ------------------- |
| 1.   | 98.              | Foxconn                             | Taipeh    | 135,2           | 4,6             | 80,4            | 54,4               | Technologie         |
| 2.   | 127.             | Taiwan Semiconductor                | Hsinchu   | 29,4            | 10,4            | 58,5            | 161,7              | Technologie         |
| 3.   | 238.             | Cathay Financial                    | Taipeh    | 29,0            | 1,5             | 252,2           | 19,8               | Versicherungen      |
| 4.   | 322.             | Fubon Financial                     | Taipeh    | 15,4            | 1,5             | 196,5           | 16,1               | Versicherungen      |
| 5.   | 466.             | Formosa Petrochemical               | Taipeh    | 16,9            | 2,3             | 14,0            | 33,6               | Öl und Gas          |
| 6.   | 508.             | Chinatrust Financial                | Taipeh    | 11,0            | 0,88            | 150,2           | 11,8               | Banken              |
| 7.   | 644.             | Formosa Chemicals & Fibre           | Taipeh    | 9,9             | 1,4             | 16,9            | 17,9               | Chemie              |
| 8.   | 665.             | Nan Ya Plastics                     | Taipeh    | 8,5             | 1,5             | 16,1            | 18,5               | Chemie              |
| 9.   | 720.             | Chunghwa Telecom                    | Taipeh    | 7,1             | 1,2             | 13,9            | 19,0               | Telekommunikation   |
| 10.  | 851.             | Formosa Plastics                    | Taipeh    | 5,6             | 1,2             | 13,5            | 19,0               | Chemie              |
| 11.  | 852.             | China Steel                         | Kaohsiung | 9,1             | 0,48            | 21,0            | 12,8               | Stahl               |
| 12.  | 863.             | Mega Financial Holding              | Taipeh    | 2,5             | 0,70            | 130,0           | 10,6               | Finanzdienstleister |
| 13.  | 870.             | Quanta Computer                     | Taoyuan   | 27,7            | 0,47            | 18,2            | 7,9                | Technologie         |
| 15.  | 884.             | Pegatron                            | Taipeh    | 35,9            | 0,60            | 13,8            | 7,5                | Technologie         |
| 16.  | 991.             | MediaTek                            | Taipeh    | 8,5             | 0,75            | 11,5            | 11,1               | Technologie         |
| 17.  | 1036.            | Uni-President                       | Yongkang  | 12,8            | 0,45            | 11,7            | 10,4               | Nahrungsmittel      |
| 18.  | 1049.            | Advanced Semiconductor              | Kaohsiung | 8,5             | 0,69            | 11,1            | 10,0               | Technologie         |
| 19.  | 1074.            | ASUSTeK Computer                    | Taipeh    | 14,5            | 0,96            | 11,3            | 7,3                | Technologie         |
| 20.  | 1081.            | First Financial Holding             | Taipeh    | 1,8             | 0,54            | 78,8            | 7,3                | Banken              |
| 21.  | 1098.            | Shin Kong Financial                 | Taipeh    | 10,9            | 0,15            | 98,0            | 2,8                | Finanzdienstleister |
| 22.  | 1134.            | Delta Electronics                   | Taipeh    | 6,6             | 0,58            | 7,3             | 13,9               | Technologie         |
| 23.  | 1223.            | Largan Precision                    | Taichung  | 1,5             | 0,71            | 3,0             | 20,6               | Technologie         |
| 24.  | 1252.            | Taiwan Cooperative Financial        | Taipeh    | 2,0             | 0,43            | 103,7           | 5,9                | Banken              |
| 25.  | 1270.            | China Life Insurance                | Taipeh    | 7,6             | 0,29            | 41,1            | 3,4                | Versicherungen      |
| 26.  | 1291.            | Hua Nan Financial                   | Taipeh    | 1,8             | 0,47            | 79,0            | 5,8                | Banken              |
| 27.  | 1351.            | Yuanta Financial Holdings           | Taipeh    | 3,3             | 0,42            | 67,1            | 5,2                | Banken              |
| 28.  | 1384.            | E.Sun Financial                     | Taipeh    | 1,7             | 0,41            | 58,5            | 5,3                | Banken              |
| 29.  | 1416.            | Chang Hwa Bank                      | Taichung  | 1,3             | 0,38            | 62,2            | 5,5                | Banken              |
| 30.  | 1457.            | Shanghai Comercial and Savings Bank | Taipeh    | 1,3             | 0,36            | 51,1            | 4,1                | Banken              |
| 31.  | 1481.            | Taishin Financial Holding           | Taipeh    | 1,4             | 0,35            | 48,9            | 3,9                | Banken              |
| 32.  | 1527.            | Taiwan Mobile                       | Taipeh    | 3,6             | 0,48            | 4,7             | 12,7               | Telekommunikation   |
| 33.  | 1531.            | Compal Electronics                  | Taipeh    | 23,8            | 0,25            | 10,8            | 2,8                | Technologie         |
| 34.  | 1562.            | Mercuries & Associates              | Taipeh    | 6,1             | 0,06            | 30,1            | 0,56               | Einzelhandel        |
| 35.  | 1647.            | President Chain Store               | Taipeh    | 6,7             | 0,31            | 3,0             | 8,8                | Einzelhandel        |
| 36.  | 1663.            | Catcher Technology                  | Tainan    | 2,5             | 0,68            | 5,6             | 7,6                | Technologie         |
| 37.  | 1667.            | Wistron                             | Taipeh    | 19,2            | 0,04            | 9,4             | 2,3                | Technologie         |
| 38.  | 1682.            | AU Optronics                        | Hsinchu   | 10,2            | 0,24            | 13,3            | 3,8                | Technologie         |
| 39.  | 1696.            | Sinopac Financial                   | Taipeh    | 1,5             | 0,26            | 52,1            | 3,3                | Banken              |
| 40.  | 1719.            | WPG Holdings                        | Taipeh    | 16,6            | 0,17            | 5,6             | 2,2                | Technologie         |
| 41.  | 1749.            | Taiwan Business Bank                | Taipeh    | 0,9             | 0,16            | 46,5            | 1,6                | Banken              |
| 42.  | 1824.            | Far Eastern New Century             | Taipeh    | 6,7             | 0,20            | 15,9            | 4,5                | Chemie              |
| 43.  | 1834.            | Inventec                            | Taipeh    | 13,3            | 0,18            | 5,7             | 2,6                | Technologie         |
| 44.  | 1872.            | Innolux                             | Miaoli    | 8,9             | 0,06            | 11,5            | 4,2                | Technologie         |
| 45.  | 1925.            | Pou Chen                            | Taichung  | 8,5             | 0,31            | 9,3             | 4,1                | Technologie         |
| 46.  | 1973.            | Nanya Technology                    | Taipeh    | 1,3             | 0,74            | 4,3             | 4,3                | Technologie         |
| 47.  | 1986.            | Synnex Technology                   | Taipeh    | 10,6            | 0,15            | 4,0             | 1,8                | Technologie         |